# مايك ألتمان
مايك ألتمان (بالإنجليزية: Mike Altman)‏ هو مجدف أمريكي، ولد في 21 أغسطس 1975 في لوس أنجلوس في الولايات المتحدة.

## وصلات خارجية
- مايك ألتمان على موقع الاتحاد الدولي للتجديف (الإنجليزية)
- مايك ألتمان على موقع أوليمبيديا (الإنجليزية)